# Oribatula baloghi
Oribatula baloghi är en kvalsterart som först beskrevs av Sandór Mahunka 1986.  Oribatula baloghi ingår i släktet Oribatula och familjen Oribatulidae. Inga underarter finns listade i Catalogue of Life.